# 100 höjdare (säsong 3)
Den tredje säsongen av 100 höjdare hade premiär 21 november 2005. I denna säsong hade varje program en egen lista med ett eget tema där man listade 10 ögonblick. Bland annat listade man de tyngsta hjärnsläppen, de sämsta idéerna och de uslaste ögonblicken. Även i denna säsong gästades varje program av svenska kändisar. Värt att notera är att säsongen endast bestod av åtta listor med tio ögonblick, vilket blir 80 inslag.
Avsnitt 3 tillägnades Micke Dubois, som medverkade som gäst i säsong 2 av 100 höjdare.

## Listan
| Nr | Inslag | År        | Avsnitt |
| -- | --- | --------- | ------- |
| 10 | Olga Kazmierska ritar en alldeles egen kostcirkel                                                              | 1998      | 1       |
| 9  | Sveriges medieelit käkar moralkaka med extra allt i samband med W.A.S.P.:s Sverigebesök                        | 1984      | 1       |
| 8  | Nalle "Liberace" Knutsson uttrycker en önskan att köpa indier på burk                                          | 2005      | 1       |
| 7  | Tysken Gert Spritzenluder tänder en majbrasa                                                                   | 1991      | 1       |
| 6  | Albin, 10, genomför sitt unga livs mest katastrofala busringning                                               | 1988      | 1       |
| 5  | Christer Sandelin presenterar sitt åtgärdspaket för att rädda miljön                                           | 1989      | 1       |
| 4  | Ken Helgeson ställer upp sitt libido för arkebusering i amerikansk TV                                          | 1999      | 1       |
| 3  | Carola spelar över totalt under en Livets Ord-predikan                                                         | 1990      | 1       |
| 2  | Anni-Frid Lyngstad lanserar sig själv som ett förhistoriskt alternativ till Tommy Lee                          | 1968      | 1       |
| 1  | Staffan Schmidt gör bort sig inför en cool brittisk popstjärna                                                 | 1981      | 1       |
| 10 | En distanslös Peter LeMarc breakar som duracell-kanin                                                          | 1984      | 2       |
| 9  | Sven Wollters kuk ser dagens ljus                                                                              | 1976      | 2       |
| 8  | TV4-programmet "Vinnare" värvar 193 cm nervrak                                                                 | 1997      | 2       |
| 7  | Gruvfyllo | 1993      | 2       |
| 6  | Jan Guillou kandiderar till titeln som Sveriges yngsta 50-åring                                                | 1966      | 2       |
| 5  | Kanal 5 lanserar Hotel Seger, en såpa med en man med lapp över ögat                                            | 2000      | 2       |
| 4  | Jonas Åkerlund regisserar sin första musikvideo                                                                | 1986      | 2       |
| 3  | En dansk kameraman tröttnar på att vänta och fokar istället något intressantare                                | 2002      | 2       |
| 2  | Elisabeth Ettrüe-Balck lanserar sig själv som Martin Dahlins "mamma"                                           | 1994      | 2       |
| 1  | En lite till åldern kommen man drar den felaktiga slutsatsen att vem som helst kan göra TV                     | 1992      | 2       |
| 10 | Två japanska män illustrerar hur roligt det går att ha med 20 liter stearin                                    | 1995      | 3       |
| 9  | Boris Becker knullar snett och DNA-tombolan sätter stopp för hans förnekanden                                  | 2001      | 3       |
| 8  | Fidel Castro gör precis det som en alldeles för gammal kommunistledare inte bör göra                           | 2005      | 3       |
| 7  | Killarna i Easy Action visar att det svårt att komma undan med vissa grejer                                    | 1986      | 3       |
| 6  | West Ham-coachen Herry Redknapp visar att han inte har någon självdistans                                      | 2001      | 3       |
| 5  | Sveriges Television kläcker framtidens TV-ide: Talkshowen Svepet där Svenne Banan får härja fritt i bakgrunden | 1988      | 3       |
| 4  | Den ryske popstjärnan Igor Lauri blir plötsligt världens mest otursdrabbade ryske popstjärna                   | 2002      | 3       |
| 3  | Sir Ben Kingsley virar in sig i plast och dör på kuppen                                                        | 2003      | 3       |
| 2  | Peer Kluuge i Borussia Mönchengladen går strax utanför regelboken                                              | 2002      | 3       |
| 1  | Radiomannen Reinhard Krause har en dålig dag på jobbet                                                         | 1991      | 3       |
| 10 | En japansk man definierar Rock'n'rollen och säljer samtidigt en dröm                                           | 1994      | 4       |
| 9  | Marlon Brando diskvalificerar sig själv från Oscarsracet                                                       | 1996      | 4       |
| 8  | Heidi Wilson på The Outdoor Channel gör ett nytt program, nishat mot kvinnor                                   | 2003      | 4       |
| 7  | Klick-TV illustrerar hur Aftonbladet har blivit Skandinaviens största tidning                                  | 2005      | 4       |
| 6  | Stuntmannen Dennis Madalone tonsätter sin dröm om att få folk sluta hacka på USA                               | 2001      | 4       |
| 5  | Lasse Berghagen skriver en låt där han skildrar hur det är att vara lång                                       | 1965      | 4       |
| 4  | Videon till Git Perssons låt "Du förför mig" förgylls av en oväntad cameo                                      | 1986      | 4       |
| 3  | En av Kinas populäraste män svarar i Staffan Lindeborgs telefon                                                | 2000      | 4       |
| 2  | The artist previously known as "Fadde" får inte den love han förtjänar av sina usla grannar                    | 2002      | 4       |
| 1  | Det utövas våld på film, filmerna släpps på video och små barn riskerar att skadas för livet                   | 1980      | 4       |
| 10 | Erik Fichtelius famlar efter en yrkesidentitet                                                                 | 1975      | 5       |
| 9  | Ingemar Stenmark övertalas återigen att göra något han varken vill är lämpad för                               | 1979      | 5       |
| 8  | Brandkåren i Minneapolis förorter försöker göra livet lätt för ett däggdjur                                    | 2003      | 5       |
| 7  | Sveriges Television kläcker idén att presentera bidragen i Melodifestivalen i videoform                        | 1986      | 5       |
| 6  | Sveriges Television kläcker idén att låta Lennart Swahn leda Melodifestivalen                                  | 1986      | 5       |
| 5  | Style försöker boosta sina sales genom att medverka i programmet "Solstollarna"                                | 1987      | 5       |
| 4  | Eric Mosambani från Ekvatorial-Guinea tycker det är en skön idé att ställa upp i OS                            | 2000      | 5       |
| 3  | Rapportreporten Göran Ågren testar polisens nya elchockpistol                                                  | 2000      | 5       |
| 2  | En dubbad tysk tar plats i "Beck"-ensemblen                                                                    | 2001      | 5       |
| 1  | En tant ringer till Sveriges Radio 02.04 och vill ha svar SNABBT                                               | 2004      | 5       |
| 10 | Loa Falkman pissar Joey Tempest, och sig själv, i ansiktet                                                     | 1990      | 6       |
| 9  | Diskusstjärnan Ricky Bruch röv-knullar uttrycket "Diskuskastare, bliv vid din läst"                            | 1975      | 6       |
| 8  | Kaliforniens guvernör går lite för långt i sitt jobb som nyfiken TV-reporter                                   | 1983      | 6       |
| 7  | Zlatan Ibrahimović intervjuas, premedieträning, i dokumentären "Blådårar"                                      | 1998      | 6       |
| 6  | Microsofts VD anammar rollen som Robbie Williams på kokain                                                     | 2000      | 6       |
| 5  | Artisten Rolf Moberg utsätter livstidsfången Annika Östberg för en så kallad björntjänst                       | 2004      | 6       |
| 4  | Robert Aschberg lanserar sig själv som actionhjälte i den kortlivade TV3-serien "Nordexpressen"                | 1992      | 6       |
| 3  | Harry Brandelius management försöker fasa in sin guldkalv i MTV-åldern                                         | 1986      | 6       |
| 2  | Cypress Hill får en mo-fo-mini-disciple i Sverige                                                              | 1996      | 6       |
| 1  | Killarna i dansbandet Baden Baden eleverar sig själva till Nelson Mandela-nivå                                 | 1986      | 6       |
| 10 | Anna Nicole Smith visar H&M varför det är fegt att kalla Kate Moss för deras första knarkande modell-face      | 1997      | 7       |
| 9  | Ali G intervjuar Världens Mest Berömda Airheads                                                                | 2003      | 7       |
| 8  | Staffan Hildebrand tror sig hittat Sveriges motsvarighet till Andy Garcia                                      | 1986      | 7       |
| 7  | Kungens bästa polare, Steven Seagal, visar upp höstens indiankollektion, i filmen "On deadly ground"           | 1994      | 7       |
| 6  | "Glamour"-stjärnan Ronn Moss tar steget till vita duken                                                        | 1987      | 7       |
| 5  | Tre av Sveriges största artister säljer ut sig själva på ett skrämmande sätt                                   | 1984      | 7       |
| 4  | Förtexterna i filmen Office Space har visat sig vara den roligaste illustrationen av uttrycket "wigger"        | 1999      | 7       |
| 3  | Norbert Grupe aka Wilhelm von Homburg visar en oskyldig bystander var skåpet ska stå                           | 2001      | 7       |
| 2  | Världens roligaste karaktär, Borat, läs sig dejta i USA                                                        | 2002      | 7       |
| 1  | Vi ringar in Kjelle Bergkvists Nicholsonska varggrin                                                           | 1987-1999 | 7       |
| 10 | Kung Carl XVI Gustaf och Silvia gör sin första gemensamma TV-intervju                                          | 1976      | 8       |
| 9  | Pinky The Cat Strikes Back                                                                                     | 1999      | 8       |
| 8  | Robert Aschberg lånar ut 19 miljoner till den pålitlige "Solvallakungen"                                       | 1997      | 8       |
| 7  | USA behandlar omvärlden som ett parti "Risk"                                                                   | 2005      | 8       |
| 6  | Ralf "Raffe" Edström är på lyset i direktsänd radio                                                            | 1988      | 8       |
| 5  | Några sköna soulbrothers piffar upp en musikvideo med några sköna soulsisters                                  | 1971      | 8       |
| 4  | En kreativ redigerare på Sveriges Television förvandlar en helylletjej till kokainist                          | 2003      | 8       |
| 3  | Narkoleptiska getter sätter myror i huvudet på en hel forskningsvärld                                          | 1991      | 8       |
| 2  | Kenta deltar i Melodifestivalen och bevisar att en haschare är mer avspänd än en före detta alkoholist         | 1980      | 8       |
| 1  | Kung Carl XVI Gustaf går på Nobelfest och vill bara avnjuta en Red Prince utan filter i lugn och ro            | 1992      | 8       |